# Länsväg U 832
Länsväg 832 eller egentligen Länsväg U 832 är en övrig länsväg i Sala kommun i Västmanlands län som går mellan byn Forneby och byn Österbo i Möklinta distrikt (Möklinta socken). Den är sex kilometer lång och passerar bland annat genom byarna Hillersbo och Vigelsbo.
Vägen är till större delen belagd med grus, detta med undantag för en kortare sträcka vid Hillersbo som är asfalterad.
Hastighetsgränsen är 70 kilometer per timme.
Vägen ansluter till:
- Länsväg U 830 (vid Forneby)
- Länsväg U 835 (vid Österbo)